# Škola Na Výsluní
Škola Na Výsluní je televizní seriál České televize. Seriál vypráví o třídě sedmáků, která patří mezi nejhorší na škole. Do školy však přijde nová učitelka, která se rozhodne z této třídy vytvořit opravdový kolektiv, který spolu dokáže vycházet a spolupracovat. Režie se ujal Miroslav Balajka.
Seriál začala televize vysílat v sobotu 13. října 2007 a má 13 dílů.
Na podzim 2009 vysílala Česká televize pokračování tohoto seriálu, které však nese nový název – Škola pro život.

## Seznam dílů
1. Malý bojový šrám
2. Výbuch
3. Žraločí ploutve na zázvoru
4. Příliš tichá diskotéka
5. Nejhorší třída na škole
6. Světový rekord v hodu cihlou
7. www.naseskola.cz
8. Láááááska!
9. Den zavřených dveří
10. Konec koček na výsluní
11. Tyčinky Danda
12. Výlet
13. Konec školy